# Concord Monitor
Le Concord Monitor est un quotidien publié à Concord, capitale de l'État du New Hampshire. Le journal a été fondé en 1864.

## Histoire
Le Concord Monitor est publié de façon continue depuis 1864.